# Brabham BT54
O Brabham BT54 foi um carro de Fórmula 1 projetado por Gordon Murray para a equipe Brabham na temporada de 1985. O carro era alimentado pelo motor turbo BMW M12, considerado o motor mais potente da Fórmula 1 na época, e utilizava pneus Pirelli. 

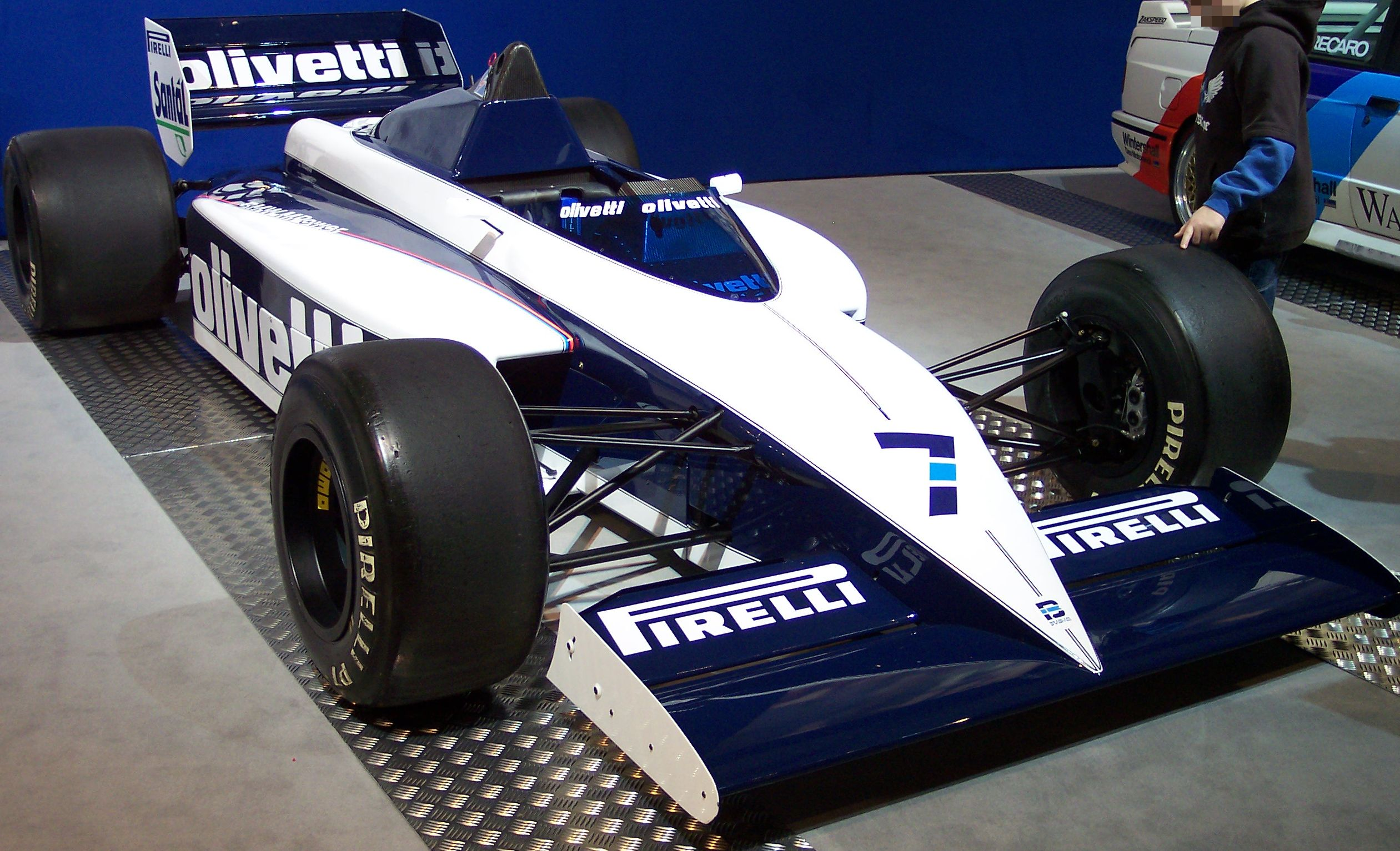
Brabham BT54 de Nelson Piquet

## Design e Testes
Como seus predecessores imediatos, o BT54 tinha a maior parte de seu peso concentrado na parte traseira do carro para ajudar a melhorar a tração. Com a proibição da FISA dos 'winglets' nas asas traseiras, que haviam sido pioneiros pela Ferrari em 1983, Murray optou por colocar pequenas asas nas bordas externas dos sidepods do carro (o designer da Lotus, Gérard Ducarouge, havia feito o mesmo com o modelo 97T).
Como a maioria de seus rivais, a Brabham usou pneus Michelin em 1984. No entanto, quando a empresa francesa se retirou das corridas de Fórmula 1 ao final daquela temporada, o dono da equipe, Bernie Ecclestone, decidiu arriscar e, em vez de assinar com a Goodyear, que já tinha pneus comprovados, assinou com a empresa italiana Pirelli.
O carro se mostrou competitivo, mas algo sem sucesso, mesmo nas mãos do bicampeão mundial Nelson Piquet. O motivo disso acabou sendo os pneus Pirelli, que se mostraram bem inferiores aos pneus Goodyear usados pelos rivais McLaren, Lotus, Ferrari e Williams. Parte do problema do BT54 foi que, ao contrário das outras equipes que haviam testado seus carros durante o inverno europeu, Piquet passou o verão no hemisfério sul testando o carro e os pneus Pirelli no circuito de Kyalami, na África do Sul, e no circuito de Jacarepaguá, no Brasil (foi relatado que ele completou o equivalente a 75 corridas completas durante os testes). Os testes foram feitos em condições de calor, o que favorecia os pneus Pirelli, pois eles conseguiam atingir rapidamente a temperatura de trabalho, o que mascarava seu grande defeito — em temperaturas mais frias, os pneus Pirelli simplesmente não conseguiam atingir a temperatura de trabalho tão rapidamente quanto os pneus Goodyear. Infelizmente, quando as corridas na Europa começaram, o problema ficou evidente, com os pneus dianteiros demorando muito mais para atingir a temperatura ideal (muito mais do que os pneus Goodyear), o que causava severo subviragem, uma situação que não era ajudada pelo verão europeu inesperadamente frio ou pela falta de peso na frente do carro.

## Resumo da Temporada
A única pista e condições no calendário de 1985 que favoreceram os pneus foi o Circuito de Paul Ricard, utilizado para o Grande Prêmio da França, realizado em condições de muito calor naquele ano e, combinado com o motor BMW que era muito eficaz na longa reta Mistral do circuito, Piquet usou esses fatores a seu favor. Ele se classificou em 5º e venceu seu único Grande Prêmio de 1985. O segundo piloto da equipe, Marc Surer, registrou o tempo de velocidade mais rápido da temporada durante a classificação em Paul Ricard, quando o motor turboalimentado da BMW fez o BT54 atingir 335 km/h (208 mph) na reta Mistral de 1,8 km (1,1 mi). Essa velocidade foi quase igualada em Kyalami, para o Grande Prêmio da África do Sul, quando tanto Piquet quanto Surer atingiram 332 km/h (206 mph) na reta principal de 1,65 km (1 mi) do circuito.
A aerodinâmica do carro, juntamente com o potente motor BMW, fez com que o BT54 fosse bem em circuitos de alta velocidade, sendo frequentemente o carro mais rápido nas retas, e Piquet frequentemente se classificava mais para frente em circuitos como Paul Ricard, Silverstone, Österreichring, Zandvoort, Spa-Francorchamps e Kyalami. No entanto, o carro não era tão competitivo em circuitos lentos, com Piquet nunca se qualificando mais alto que 10º ou terminando melhor que 5º em qualquer um dos 3 circuitos urbanos (Mônaco, Detroit, Adelaide) usados em 1985. Fora o Grande Prêmio da Holanda em Zandvoort, onde Piquet conquistou sua única pole position da temporada (comparado com suas 9 pole positions em 1984), o BT54 geralmente estava fora do ritmo dos líderes, deixando pouco espaço para Piquet recuperar o Campeonato Mundial de Pilotos. A pole de Piquet na Holanda não levou a nada quando ele apagou o motor na largada e, quando foi empurrado para começar novamente, já estava dois terços de uma volta atrás.
No Grande Prêmio da Europa em Brands Hatch, Piquet se qualificou em um forte 2º lugar, mas na volta 7 acabou batendo em Keke Rosberg, que havia rodado com seu Williams enquanto disputava a liderança com Ayrton Senna e seu Lotus em Surtees (sem tempo de reação e sem onde ir, Piquet atingiu o Williams, arrancando o bico do BT54 e danificando gravemente a roda e a suspensão dianteira esquerda). Marc Surer conseguiu colocar seu BT54 em 2º antes de abandonar com uma falha no motor que pegou fogo a 13 voltas do fim.
Piquet, François Hesnault e Marc Surer, que substituiu Hesnault a partir do Grande Prêmio do Canadá até o final da temporada, conseguiram marcar apenas 26 pontos e terminaram em 5º no Campeonato de Construtores.

## Consequências
O BT54 foi substituído pela Brabham BT55 para a temporada de 1986, embora a equipe tenha utilizado o BT54 no Grande Prêmio da Grã-Bretanha em Brands Hatch após os resultados decepcionantes do radical BT55 de linha baixa.
Após sete temporadas, 2 Campeonatos Mundiais de Pilotos e 12 vitórias, o BT54 foi o último carro que Nelson Piquet pilotou para a equipe Brabham. Com a queda da competitividade da Brabham se tornando evidente (dando a Piquet apenas três vitórias nos dois anos após seu campeonato de 1983, período em que os pilotos da McLaren, Niki Lauda e Alain Prost, haviam vencido 18 corridas entre eles e conquistado cada um o Campeonato Mundial), o brasileiro assinou contrato para correr pela Williams-Honda em 1986. A mudança para a Williams se mostrou frutífera para Nelson, que venceu sete corridas em duas temporadas, além de conquistar o Campeonato Mundial de 1987.

## Resultados[2]
(legenda) (em negrito indica pole position)
| Ano  | Chassi | Motor               | Pneus | N° | Pilotos           | 1   | 2   | 3   | 4   | 5   | 6   | 7   | 8   | 9   | 10  | 11  | 12  | 13  | 14  | 15  | 16  | Pontos | Posição |  |
| ---- | ------ | ------------------- | ----- | -- | ----------------- | --- | --- | --- | --- | --- | --- | --- | --- | --- | --- | --- | --- | --- | --- | --- | --- | ------ | ------- |  |
|      |        |                     |       |    |                   |     |     |     |     |     |     |     |     |     |     |     |     |     |     |     |     |        |         |  |
|      |        |                     |       |    |                   | BRA | POR | SMR | MON | CAN | USE | FRA | GBR | GER | AUT | NED | ITA | BEL | EUR | RSA | AUS |        |         |  |
| 1985 | BT54   | BMW M12/13 L4 turbo | P     | 7  | Nelson Piquet     | Ret | Ret | 8†  | Ret | Ret | 6   | 1   | 4   | Ret | Ret | 8   | 2   | 5   | Ret | Ret | Ret | 26     | 5°      |  |
| 1985 | BT54   | BMW M12/13 L4 turbo | P     | 8  | François Hesnault | Ret | Ret | Ret | NQ  |     |     |     |     |     |     |     |     |     |     |     |     | 26     | 5°      |  |
| 1985 | BT54   | BMW M12/13 L4 turbo | P     | 8  | Marc Surer        |     |     |     |     | 15  | 8   | 8   | 6   | Ret | 6   | 10† | 4   | 8   | Ret | Ret | Ret | 26     | 5°      |  |
|      |        |                     |       |    |                   |     |     |     |     |     |     |     |     |     |     |     |     |     |     |     |     |        |         |  |
|      |        |                     |       |    |                   | BRA | ESP | SMR | MON | BEL | CAN | USE | FRA | GBR | GER | HUN | AUT | ITA | POR | MEX | AUS |        |         |  |
| 1986 | BT54   | BMW M12/13 L4 turbo | P     | 7  | Riccardo Patrese  |     |     |     |     |     |     |     |     | Ret |     |     |     |     |     |     |     | 01     | 9º1     |  |

† Completou mais de 90% da distância da corrida.
↑1  Nas 15 provas utilizou o BT55 marcando no total de 2 pontos.